# Soyauxia
Soyauxia es un género con ocho especies de plantas perteneciente a la familia Peridiscaceae. 

## Especies seleccionadas
- Soyauxia bipindensis
- Soyauxia floribunda
- Soyauxia gabonensis
- Soyauxia glabrescens
- Soyauxia grandifolia
- Soyauxia ledermannii
- Soyauxia talbotii
- Soyauxia velutina